# Oruk-Motorradwerke

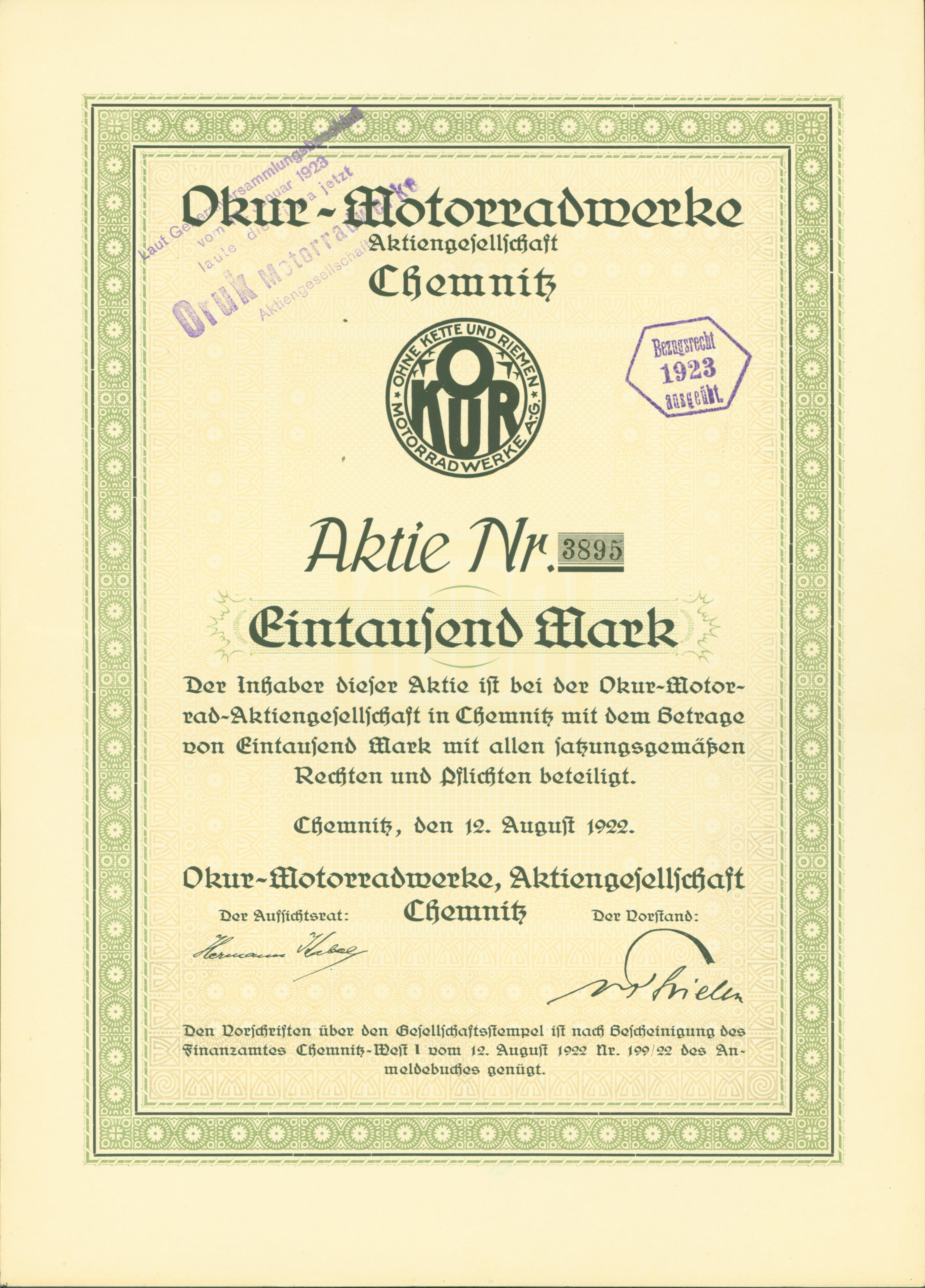
Aktie über 1000 Mark der Okur-Motorradwerke AG vom 12. August 1922

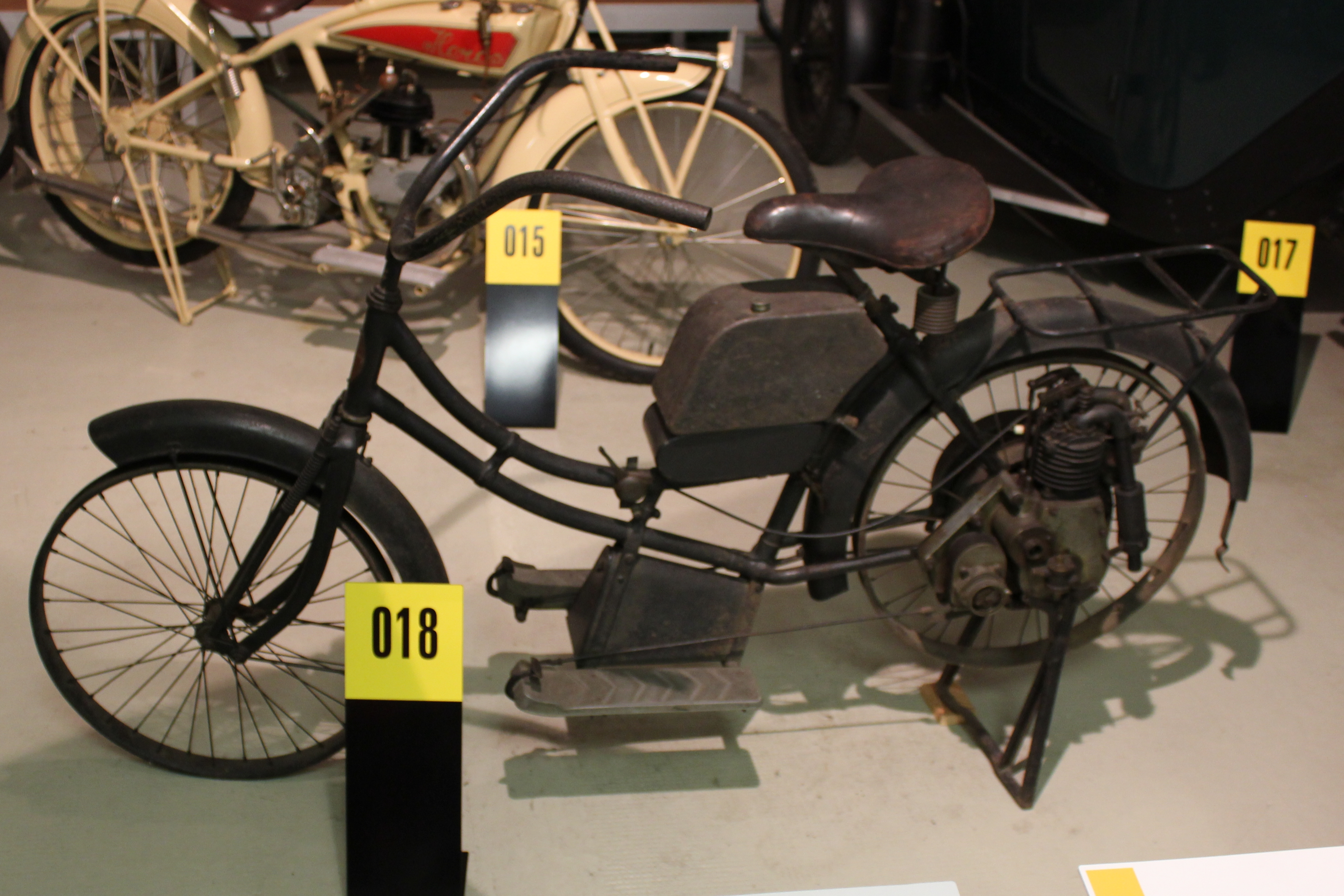
Oruk von 1923

Die Oruk-Motorradwerke waren ein deutscher Motorradhersteller. Anfangs hieß das Unternehmen Okur-Motorradwerke AG.

## Unternehmensgeschichte
Der Konstrukteur Fritz Hayn aus Erfenschlag hatte ein besonderes Motorrad entwickelt und hielt mehrere Patente, unter anderem seit dem 19. März 1922 für eine federnde Vorderradgabel für Fahr- und Motorräder. Die Okur-Motorradwerke AG wurde im selben Jahr gegründet. In der Gründungsversammlung am 6. Mai 1922 wurde festgelegt, dass die Gesellschaft die Patente und Schutzrechte von Fritz Hayn erwirbt und den Bau von Kraftfahrzeugen aufnehmen wird. Am 19. Juli 1922 erfolgte der Eintrag in das Handelsregister Chemnitz. Zu den 14 Gesellschaftern gehörten Fitz Hayn und H. Kabel, der das Produktionsgebäude an der Burgstraße in Chemnitz-Altendorf zur Verfügung stellte. Dort betrieb Kabel auch sein eigenes Unternehmen, das im Bereich Reinigung und Färben tätig war. Noch 1922 begann die Produktion von Motorrädern mit dem Markennamen Okur.
Im Januar 1923 änderte sich die Firmierung in Oruk-Motorradwerke AG und der Markenname in Oruk.
Im Dezember 1923 begannen Gespräche mit der Fahrzeugmotoren AG aus Dresden zwecks Fusion. Am 8. Februar 1924 wurde das Unternehmen aufgelöst und das Vermögen an die Fahrzeugmotoren AG übertragen. 1924 endete die Produktion.

## Motorräder
Ohne Riemen und Kette, das war die Besonderheit der Kraftübertragung; daher auch der Markenname, der aus den Anfangsbuchstaben der technischen Kurzbeschreibung des Antriebs gebildet ist. Der Motor befand sich an der linken Seite der Hinterradachse und trieb sie direkt an. Es war ein Einzylinder-Viertaktmotor mit 189 cm³ Hubraum. In einem Prospekt zum Motorrad sind 57 mm Bohrung und 75 mm Hub angegeben, was rechnerisch 191 cm³ Hubraum ergibt. Der Motor war mit 0,7 Steuer-PS eingestuft und leistete etwa 1,7 PS. Er hatte zunächst gegengesteuerte Ventile; später gab es auch OHV-Modelle.
Das Motorrad wog 50 kg.
Zwei Fahrzeuge sind erhalten geblieben. Eines davon ist im Museum für sächsische Fahrzeuge in Chemnitz ausgestellt.